# Пауліан
Пауліан (рум. Paulian) — село у повіті Сату-Маре в Румунії. Входить до складу комуни Доба.
Село розташоване на відстані 450 км на північний захід від Бухареста, 17 км на південний захід від Сату-Маре, 126 км на північний захід від Клуж-Напоки.

## Населення
За даними перепису населення 2002 року у селі проживали 500 осіб.
Національний склад населення села:
| Національність | Кількість осіб | Відсоток |
| -------------- | -------------- | -------- |
| румуни         | 377            | 75,4%    |
| українці       | 115            | 23,0%    |

Рідною мовою назвали:
| Мова       | Кількість осіб | Відсоток |
| ---------- | -------------- | -------- |
| румунська  | 379            | 75,8%    |
| українська | 113            | 22,6%    |